# (39521) 1988 PQ
1988 بي كيو (ويعرف أيضًا باسم (39521) 1988 بي كيو وفق تسمية الكوكب الصغير) (بالإنجليزية: 1988 PQ)‏ هو كويكب ضمن حزام الكويكبات؛ وترتيبه 39521 من حيث الاكتشاف.
اكتُشف هذا الجُرم الفلكي بواسطة Andrew J. Noymer ‏ في 11 أغسطس 1988.

## وصلات خارجية
- (39521) 1988 PQ في قاعدة بيانات مختبر الدفع النفاث لأجرام النظام الشمسي الصغيرة

- الاكتشاف · مخطط المدار ·  العناصر المدارية · المعلمات المادية

- (39521) 1988 PQ على موقع ويكي سكاي: DSS2, SDSS, GALEX, IRAS, Hydrogen α, X-Ray, Astrophoto, Sky Map, Articles and images